# Acetylooctan etylu
Acetylooctan etylu – organiczny związek chemiczny, ester etanolu i kwasu acetylooctowego, stosowany jako rozpuszczalnik i reagent w chemii organicznej, a także jako związek zapachowy.

## Synteza
Związek ten w warunkach laboratoryjnych otrzymuje w wyniku kondensacji Claisena z octanu etylu, którą można katalizować sodem lub etanolanem sodu:

## Chemia
Związek ten istnieje w dwóch formach tautomerycznych, ketonowej (93%) i enolowej (7%), dzięki czemu może w różnych warunkach reagować albo jako alkohol albo jako kwas. Protony w pozycji α do grupy estrowej łatwo odszczepiają się z wytworzeniem karboanionów, dzięki czemu miejsce to jest łatwo podatne do podstawienia nukleofilowego. Stosunkowo łatwo można też przeprowadzić termiczną dekarboksylację produktów przejściowych tego związku.

## Zastosowania
Związek ten jest stosowany jako jeden z rozpuszczalników organicznych oraz jako substrat lub półprodukt przy otrzymywaniu licznych aminokwasów, antybiotyków, antypiryny i witaminy B1 i fruktonu. W wolnej postaci bywa stosowany jako związek zapachowy posiadający, zależnie od stężenia woń owocową lub rumową.